# 1. Fußball-Club Magdeburg 1998-1999
Questa voce raccoglie le informazioni riguardanti il 1. Fußball-Club Magdeburg nelle competizioni ufficiali della stagione 1998-1999.

## Stagione
Nella stagione 1998-1999 il Magdeburgo, allenato da Hans-Dieter Schmidt, concluse il campionato di Regionalliga nordest al 3º posto. In Coppa di Germania il Magdeburgo fu eliminato al primo turno dall'Uerdingen 05.

## Rosa
| N. |                      | Ruolo | Calciatore       |
| -- | -------------------- | ----- | ---------------- |
| 1  | Germania (bandiera)  | P     | Mark Mewes       |
| 3  | Germania (bandiera)  | D     | Christian Prest  |
| 3  | Germania (bandiera)  | D     | Ronny Röper      |
| 4  | Polonia (bandiera)   | D     | Andrzej Wójcik   |
| 5  | Germania (bandiera)  | D     | Andreas Lücke    |
| 6  | Germania (bandiera)  | D     | Jan Sandmann     |
| 7  | Germania (bandiera)  | C     | Jörg Kretzschmar |
| 9  | Polonia (bandiera)   | D     | Waldemar Koc     |
| 13 | Rep. Ceca (bandiera) | C     | David Mydlo      |
| 15 | Germania (bandiera)  | D     | Bodo Schmidt     |
| 16 | Germania (bandiera)  | C     | Dennis Fuchs     |
| 17 | Germania (bandiera)  | C     | Maik Zentrich    |
| 18 | Polonia (bandiera)   | P     | Mirosław Dreszer |
| 20 | Germania (bandiera)  | C     | Dirk Hannemann   |

| N. |                      | Ruolo | Calciatore          |
| -- | -------------------- | ----- | ------------------- |
| 22 | Germania (bandiera)  | A     | Ronny Scholze       |
| 25 | Polonia (bandiera)   | C     | Krzysztof Hetmański |
| 26 | Rep. Ceca (bandiera) | A     | Jindrich Dohnal     |
| 28 | Rep. Ceca (bandiera) | C     | Roman Šťástka       |
|    | Germania (bandiera)  | D     | Andreas Egler       |
|    | Germania (bandiera)  | C     | Timm Kreibich       |
|    | Germania (bandiera)  | C     | Christian Lenze     |
|    | Germania (bandiera)  | C     | Patrick Ortlieb     |
|    | Germania (bandiera)  | C     | Henning Stary       |
|    | Spagna (bandiera)    | A     | Calores             |
|    | Germania (bandiera)  | A     | Mike Drechsel       |
|    | Germania (bandiera)  | A     | Sebastian Hähnge    |
|    | Germania (bandiera)  | A     | Mario Lau           |

## Organigramma societario
Area tecnica
- Allenatore: Hans-Dieter Schmidt
- Allenatore in seconda: Martin Hoffmann
- Preparatore dei portieri:
- Preparatori atletici:
- Analisi video:

## Calciomercato

### Sessione estiva
| Acquisti | Acquisti         | Acquisti         | Acquisti |
| R.       | Nome             | da               | Modalità |
| -------- | ---------------- | ---------------- | -------- |
| P        | Mirosław Dreszer | Ruch Chorzów     |          |
| C        | Dirk Hannemann   | Grün-Weiß Wolfen |          |

| Cessioni | Cessioni       | Cessioni       | Cessioni |
| R.       | Nome           | a              | Modalità |
| -------- | -------------- | -------------- | -------- |
| D        | Frank Lieberam | Erzgebirge Aue |          |
| A        | Nikolai Mitov  | Minjor Pernik  |          |

### Sessione invernale
| Acquisti | Acquisti      | Acquisti         | Acquisti |
| R.       | Nome          | da               | Modalità |
| -------- | ------------- | ---------------- | -------- |
| C        | Roman Šťástka | NH Ostrava       |          |
| D        | Bodo Schmidt  | Viktoria Colonia |          |

| Cessioni | Cessioni        | Cessioni  | Cessioni |
| R.       | Nome            | a         | Modalità |
| -------- | --------------- | --------- | -------- |
| D        | Marcel Maltritz | Wolfsburg |          |

## Risultati

### Regionalliga nordest

#### Girone di andata
| Arbitro: | Dommaschk |

|  |           |                 |
|  | Marcatori | 68’, 73’ Hähnge |

| Arbitro: | Schößling |

|              |           |  |
| Maltritz 49’ | Marcatori |  |

| Arbitro: | Sax |

|            |           |              |
| Bančić 30’ | Marcatori | 27’ Maltritz |

| Arbitro: | Reck |

|                           |           |                         |
| Sandmann 38’ Maltritz 89’ | Marcatori | 45’ Spranger 71’ Starke |

| Arbitro: | Sturm |

|           |           |               |
| Gleis 88’ | Marcatori | 62’ Hannemann |

| Arbitro: | Weber |

|                                        |           |                                |
| Mydlo 27’, 69’ Maltritz 54’ Hähnge 64’ | Marcatori | 15’ (aut.) Egler 68’ Wiedemann |

| Arbitro: | Bley |

|              |           |               |
| Alilovic 42’ | Marcatori | 23’ Hannemann |

| Arbitro: | Kiefer |

|             |           |  |
| Ortlieb 89’ | Marcatori |  |

| Arbitro: | Weise |

|                                      |           |             |
| Caljkusic-Ivanovic 22’ Schiemann 86’ | Marcatori | 38’ Ortlieb |

| Arbitro: | Dittrich |

|                              |           |  |
| Lau 62’, 65’ Kretzschmar 90’ | Marcatori |  |

| Arbitro: | Reimer |

|               |           |                                   |
| Filipović 68’ | Marcatori | 43’ Lau 47’ Kretzschmar 61’ Mydlo |

| Arbitro: | Keßler |

|            |           |  |
| Wójcik 37’ | Marcatori |  |

| Arbitro: | Seeger |

|             |           |  |
| Schmidt 56’ | Marcatori |  |

| Arbitro: | Wendorf |

|                                   |           |                         |
| Mydlo 6’, 9’ Lau 23’ Sandmann 24’ | Marcatori | 12’ Brestrich 81’ Lesch |

| Arbitro: | Kokel |

|                                          |           |          |
| Härtel 11’ Menze 31’, 45’, 63’ Közle 46’ | Marcatori | 2’ Mydlo |

| Arbitro: | Zschoke |

|                        |           |  |
| Kaiser 83’ Rusayev 86’ | Marcatori |  |

| Arbitro: | Sax |

|                        |           |           |
| Maltritz 35’ Mydlo 58’ | Marcatori | 89’ Ragne |

#### Girone di ritorno
| Arbitro: | Spickenagel |

|                                     |           |                       |
| Dohnal 22’, 57’ Mydlo 53’ Fuchs 85’ | Marcatori | 35’ Brzovic 54’ Günes |

| Arbitro: | Koop |

|         |           |             |
| Lau 22’ | Marcatori | 82’ Scholze |

| Arbitro: | Fleske |

|            |           |  |
| Hähnge 87’ | Marcatori |  |

| Plauen 13 febbraio 1999, ore 14:00 CET 21ª giornata | Plauen | 0 – 0 referto | Magdeburgo | Vogtlandstadion (2 000 spett.)\| Arbitro: \| Köpp \| |
| Arbitro:                                            | Köpp   |               |            |                                                      |

| Arbitro: | Dittrich |

|                                                         |           |  |
| Kretzschmar 7’ (rig.), 12’ (rig.) Hähnge 26’ Wójcik 31’ | Marcatori |  |

| Arbitro: | Robel |

|  |           |                        |
|  | Marcatori | 45’ (rig.) Kretzschmar |

| Arbitro: | Zschoke |

|              |           |          |
| Zentrich 41’ | Marcatori | 72’ Otto |

| Aue-Bad Schlema 20 marzo 1999, ore 14:00 CET 25ª giornata | Erzgebirge Aue | 0 – 0 referto | Magdeburgo | Erzgebirgsstadion (2 400 spett.)\| Arbitro: \| Fleske \| |
| Arbitro:                                                  | Fleske         |               |            |                                                          |

| Arbitro: | Weber |

|  |           |              |
|  | Marcatori | 85’ de Souza |

| Arbitro: | Sax |

|           |           |                               |
| Weber 13’ | Marcatori | 4’ Mydlo 73’ Sandmann 86’ Lau |

| Arbitro: | Pleßke |

|                                   |           |                   |
| Kretzschmar 29’ (rig.) Dohnal 76’ | Marcatori | 66’ (rig.) Vatter |

| Dresda 9 aprile 1999, ore 20:00 CEST 29ª giornata | Dinamo Dresda | 0 – 0 referto | Magdeburgo | Rudolf-Harbig-Stadion (3 324 spett.)\| Arbitro: \| Seeger \| |
| Arbitro:                                          | Seeger        |               |            |                                                              |

| Arbitro: | Keßler |

|  |           |            |
|  | Marcatori | 5’ Schmidt |

| Arbitro: | Endmann |

|          |           |                        |
| Gezen 2’ | Marcatori | 39’ Hähnge 79’ Schmidt |

| Arbitro: | Bley |

|                          |           |                      |
| Mydlo 28’ Röper 51’, 63’ | Marcatori | 15’ Walle 87’ Härtel |

| Arbitro: | Dommaschk |

|                                       |           |                       |
| Röper 36’ Calores 69’, 90’ Dohnal 83’ | Marcatori | 81’ Hauser 88’ Hempel |

| Arbitro: | Weise |

|           |           |           |
| Hoppe 11’ | Marcatori | 26’ Mydlo |

### Coppa di Germania
| Arbitro: | Blumenstein |

|               |           |                               |
| Hannemann 15’ | Marcatori | 68’ Spizak 81’ (rig.) Scherbe |

## Statistiche

### Statistiche di squadra
| Competizione         | Punti | In casa | In casa | In casa | In casa | In casa | In casa | In trasferta | In trasferta | In trasferta | In trasferta | In trasferta | In trasferta | Totale | Totale | Totale | Totale | Totale | Totale | DR  |
| Competizione         | Punti | G       | V       | N       | P       | Gf      | Gs      | G            | V            | N            | P            | Gf           | Gs           | G      | V      | N      | P      | Gf     | Gs     | DR  |
| -------------------- | ----- | ------- | ------- | ------- | ------- | ------- | ------- | ------------ | ------------ | ------------ | ------------ | ------------ | ------------ | ------ | ------ | ------ | ------ | ------ | ------ | --- |
| Regionalliga nordest | 64    | 17      | 13      | 2       | 2       | 37      | 17      | 17           | 5            | 8            | 4            | 18           | 18           | 34     | 18     | 10     | 6      | 55     | 35     | +20 |
| Coppa di Germania    | -     | 1       | 0       | 0       | 1       | 1       | 2       | 0            | 0            | 0            | 0            | 0            | 0            | 1      | 0      | 0      | 1      | 1      | 2      | -1  |
| Totale               | 64    | 18      | 13      | 2       | 3       | 38      | 19      | 17           | 5            | 8            | 4            | 18           | 18           | 35     | 18     | 10     | 7      | 56     | 37     | +19 |

### Andamento in campionato
| Giornata  | 1 | 2 | 3 | 4 | 5 | 6 | 7 | 8 | 9 | 10 | 11 | 12 | 13 | 14 | 15 | 16 | 17 | 18 | 19 | 20 | 21 | 22 | 23 | 24 | 25 | 26 | 27 | 28 | 29 | 30 | 31 | 32 | 33 | 34 |
| --------- | - | - | - | - | - | - | - | - | - | -- | -- | -- | -- | -- | -- | -- | -- | -- | -- | -- | -- | -- | -- | -- | -- | -- | -- | -- | -- | -- | -- | -- | -- | -- |
| Luogo     | T | C | T | C | T | C | T | C | T | C  | T  | C  | T  | C  | T  | T  | C  | C  | T  | C  | T  | C  | T  | C  | T  | C  | T  | C  | T  | C  | T  | C  | C  | T  |
| Risultato | V | V | N | N | N | V | N | V | P | V  | V  | V  | P  | V  | P  | P  | V  | V  | N  | V  | N  | V  | V  | N  | N  | P  | V  | V  | N  | P  | V  | V  | V  | N  |
| Posizione | 1 | 2 | 3 | 3 | 6 | 3 | 4 | 2 | 5 | 2  | 1  | 1  | 3  | 3  | 3  | 6  | 6  | 5  | 5  | 5  | 6  | 4  | 3  | 3  | 4  | 5  | 4  | 4  | 5  | 5  | 4  | 4  | 3  | 3  |

Legenda:

Luogo: C = Casa; T = Trasferta. Risultato: V = Vittoria; N = Pareggio; P = Sconfitta.

### Statistiche dei giocatori
| Giocatore      | Regionalliga | Regionalliga | Regionalliga | Regionalliga | Coppa di Germania | Coppa di Germania | Coppa di Germania | Coppa di Germania | Totale   | Totale | Totale      | Totale     |
| Giocatore      | Presenze     | Reti         | Ammonizioni  | Espulsioni   | Presenze          | Reti              | Ammonizioni       | Espulsioni        | Presenze | Reti   | Ammonizioni | Espulsioni |
| -------------- | ------------ | ------------ | ------------ | ------------ | ----------------- | ----------------- | ----------------- | ----------------- | -------- | ------ | ----------- | ---------- |
| C. Calores     | 2            | 2            | 1            | 0            | 0                 | 0                 | 0                 | 0                 | 2        | 2      | 1           | 0          |
| J. Dohnal      | 13           | 4            | 2            | 0            | 0                 | 0                 | 0                 | 0                 | 13       | 4      | 2           | 0          |
| M. Drechsel    | 0            | 0            | 0            | 0            | 0                 | 0                 | 0                 | 0                 | 0        | 0      | 0           | 0          |
| M. Dreszer     | 34           | 0            | 1            | 0            | 1                 | 0                 | 0                 | 0                 | 35       | 0      | 1           | 0          |
| A. Egler       | 11           | 0            | 3            | 0            | 1                 | 0                 | 1                 | 0                 | 12       | 0      | 4           | 0          |
| D. Fuchs       | 19           | 1            | 3            | 1            | 1                 | 0                 | 0                 | 0                 | 20       | 1      | 3           | 1          |
| D. Hannemann   | 29           | 2            | 12           | 2            | 1                 | 1                 | 0                 | 0                 | 30       | 3      | 12          | 2          |
| K. Hetmański   | 31           | 0            | 8            | 2            | 1                 | 0                 | 0                 | 0                 | 32       | 0      | 8           | 2          |
| S. Hähnge      | 31           | 6            | 5            | 1            | 1                 | 0                 | 0                 | 0                 | 32       | 6      | 5           | 1          |
| W. Koc         | 31           | 0            | 5            | 0            | 1                 | 0                 | 0                 | 0                 | 32       | 0      | 5           | 0          |
| T. Kreibich    | 2            | 0            | 0            | 0            | 0                 | 0                 | 0                 | 0                 | 2        | 0      | 0           | 0          |
| J. Kretzschmar | 30           | 6            | 7            | 1            | 1                 | 0                 | 0                 | 0                 | 31       | 6      | 7           | 1          |
| M. Lau         | 28           | 5            | 1            | 0            | 0                 | 0                 | 0                 | 0                 | 28       | 5      | 1           | 0          |
| C. Lenze       | 10           | 0            | 1            | 0            | 0                 | 0                 | 0                 | 0                 | 10       | 0      | 1           | 0          |
| A. Lücke       | 3            | 0            | 0            | 0            | 0                 | 0                 | 0                 | 0                 | 3        | 0      | 0           | 0          |
| M. Maltritz    | 17           | 5            | 3            | 0            | 1                 | 0                 | 0                 | 0                 | 18       | 5      | 3           | 0          |
| M. Mewes       | 1            | 0            | 0            | 0            | 0                 | 0                 | 0                 | 0                 | 1        | 0      | 0           | 0          |
| D. Mydlo       | 30           | 11           | 6            | 0            | 0                 | 0                 | 0                 | 0                 | 30       | 11     | 6           | 0          |
| P. Ortlieb     | 28           | 2            | 5            | 1            | 1                 | 0                 | 1                 | 0                 | 29       | 2      | 6           | 1          |
| C. Prest       | 1            | 0            | 0            | 0            | 0                 | 0                 | 0                 | 0                 | 1        | 0      | 0           | 0          |
| R. Röper       | 4            | 3            | 1            | 0            | 0                 | 0                 | 0                 | 0                 | 4        | 3      | 1           | 0          |
| J. Sandmann    | 25           | 3            | 4            | 2            | 1                 | 0                 | 0                 | 0                 | 26       | 3      | 4           | 2          |
| B. Schmidt     | 18           | 1            | 3            | 1            | 0                 | 0                 | 0                 | 0                 | 18       | 1      | 3           | 1          |
| R. Scholze     | 3            | 1            | 1            | 0            | 0                 | 0                 | 0                 | 0                 | 3        | 1      | 1           | 0          |
| H. Stary       | 1            | 0            | 0            | 0            | 0                 | 0                 | 0                 | 0                 | 1        | 0      | 0           | 0          |
| A. Wójcik      | 34           | 2            | 7            | 0            | 1                 | 0                 | 0                 | 0                 | 35       | 2      | 7           | 0          |
| M. Zentrich    | 21           | 1            | 1            | 0            | 1                 | 0                 | 0                 | 0                 | 22       | 1      | 1           | 0          |
| R. Šťástka     | 14           | 0            | 5            | 0            | 0                 | 0                 | 0                 | 0                 | 14       | 0      | 5           | 0          |